# Ways
Ways [wɛ] (en wallon Wé) est une section de la ville belge de Genappe située en Région wallonne dans la province du Brabant wallon.
C'était une commune à part entière avant la fusion des communes de 1977.

## Étymologie
Le nom « Wais » est cité en 1113 et 1150. Les archives anciennes relatives au monastère de Gembloux et à l'abbaye de Villers citent les noms « Bernard de Wadeas » en 1148 et Walter de Wais en 1177. La racine latine « vadum » désigne un gué, soit l'endroit d'une rivière où l'on peut passer sans perdre pied.

## Géographie
La Dyle (rivière) et le « Cala » principalement drainent le village dont l'altitude varie de 91m. à la Tourelle (voisine de la Dyle) à 140m. au Douaire (au nord de la N.25). Avant la fusion des communes de 1977, la commune de Ways s'étendait sur 742 ha. 
Principaux axes routiers de desserte
- la nationale 25 Nivelles-Louvain,
- la N5 Bruxelles-Rocroi,
- la nationale 237 Nivelles-Ottignies parcourue par le bus 19[3].

## Démographie
- Sources:INS, Rem:1831 jusqu'en 1970=recensements, 1976= nombre d'habitants au 31 décembre

## Histoire

### Premières occupations
Témoins d'une occupation ancienne : une cuillère en bronze, des silex polis « fers de hache », un manche de poignard en forme de glaive (trouvailles de 1853), des traces d'un cimetière gallo-romain le long de l'ancienne ligne de chemin de fer, des vestiges de bâtiments romains. Lors du lotissement du plateau de l'Aigle, on a mis au jour des vestiges issus de la période romaine : tronçons d'aqueduc en maçonnerie, éléments de murs de fondation, tuiles de terre cuite rectangulaires très épaisses. Trois tombes franques taillées dans le roc massif.  

### DuXIeauXVIIIesiècle

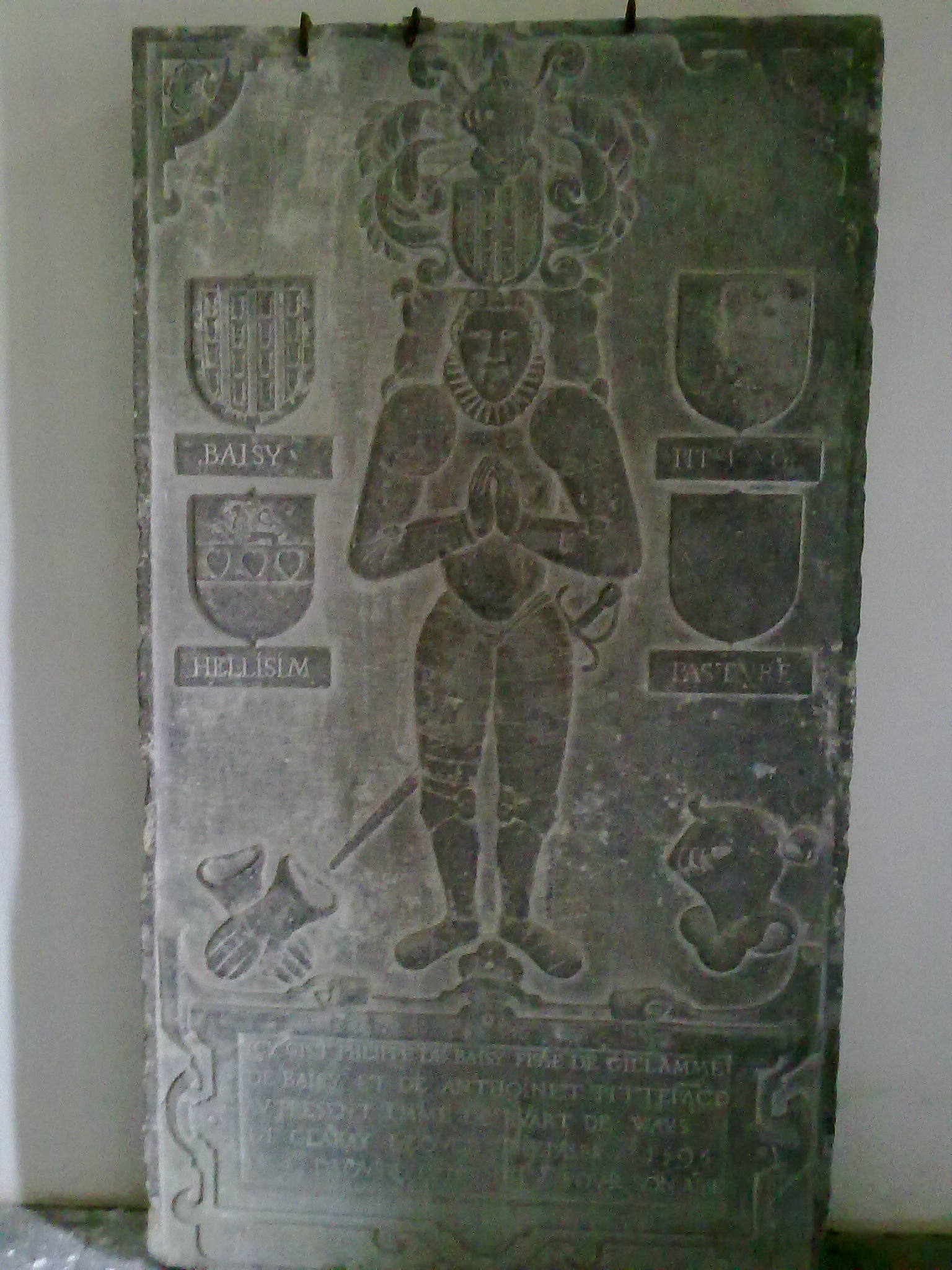
Pierre tombale de Philippe de Baisy, (+1595) dans le porche de l'église.

Au Moyen Âge, se dégagent trois familles chevaleresques, les sires de Ways (Wais, Wadeas, Waias), de Thy (Tir) et de Glabjoux (Glabisoul, Glabisou, Glabjoel). Dans les successives confirmations papales données par Alexandre III et Célestin III, en 1180 et 1198, relatives aux possessions de l'abbaye de Villers, on distingue les noms de César de Ways et Guillaume de Glabjoux. 
Les ducs de Brabant étaient dépourvus de vassaux directs à Ways. Les seigneuries du Ruart et de Thy se partageaient le territoire de la commune qui elle-même s'incluait dans la mairie de Genappe. Le régime coutumier appliqué était celui de Nivelles. La communauté villageoise obéissait à deux seigneurs, Thy et Ways-Ruart, dont celui du Ruart était le plus important. 
Le béguinage de WaysUn des premiers béguinages de Wallonie construit en 1220 sur le site de « La Tourelle », rive droite de la Dyle. La réunion des béguines s'y est tenue jusque ± 1795, à la domination française.
Pilori de WaysÀ l'époque où la justice s'exerçait localement sous la juridiction des seigneurs locaux, Ways a possédé son pilori depuis le Moyen Âge jusque ± 1795, lorsque les habitants révoltés l'ont enlevé et précipité dans la Dyle où on l'a retrouvé au moins un siècle plus tard, retenu par la vanne du moulin de Ways. En 1830, il est remplacé par un arbre de la liberté qui tombera sous l'occupation allemande (un symbole) le 24 février 1942.
Faits d'armes d'un enfant du paysLe Waysien Louis Boisot de Ways-Ruart est nommé amiral par le prince d'Orange, dans l'armée de mer des Provinces-Unies. Les Provinces du Nord relèvent du pouvoir espagnol et l'opposition, surtout en  Zélande gagne en intensité. La révolte hollandaise est devenue réalité et les tentatives de « reconquête » par l'Espagnol Requesens se heurtent à une résistance des plus tenace. Boisot de Ways commande la flotte qui isole les cités côtières de la plaine zélandaise et empêche toutes les tentatives de ravitaillement. Lors d'une pénétration ibérique en vue d'approvisionner la capitale de la Zélande, il est blessé sérieusement à l'œil lors d'une décharge du vaisseau espagnol principal. Cette première estocade favorise le développement d'un « punch à tout casser » chez l'homme de Ways-Ruart. La vue de Requesens lui-même attise encore la rancune de l'amiral et le 29 janvier 1574, la flottille de Boisot réduit à néant le vaisseau maître des Espagnols ; neuf autres bâtiments connaissent la capture ! Dans cet élan la ville de Middelbourg est prise le 19 février. Le gros de la flotte espagnole naviguait aux abords d'Anvers, où un fort de garde important existait à Oordam, entre Lillo et Calloo. L'amiral Boisot met le cap sur Anvers avec la ferme intention de chasser l'envahisseur, la poursuite est intense et les navires zélandais abordent cinq bâtiments espagnols dont l'équipage et l'armement sont capturés. Au surplus, quatre autres bateaux iront mourir sur la côte. L'héroïque équipée de l'armée navale de notre Louis se chante dans les cités côtières du Nord. La ville de Leyde assiégée réclame l'aide du téméraire seigneur de Ways pour garantir sa libération définitive. Boisot utilise les grands moyens : il arme pas moins de 200 flûtes plates garnies de quelques pièces de canon et cinq ou six grands vaisseaux, flottille qui s'avère redoutable et très maniable. Il arrive aux portes de Leyde le 3 octobre, son artillerie ayant chassé les indésirables Espagnols. Valeureux en diable, Louis Boisot mourra noyé avec la fin de son vaisseau le 15 juin 1575 lors d'une tentative pour lever le blocus de Zierikzee dans l'île de Schouwen. « Lodewijk van Boisot, Heer van Ruart, Admiral van Vlisfingen » sera puni à titre posthume sur ordre de Requesens du 7 septembre 1575. Ses biens et ses terres de Ways sont confisqués mais, dans les clauses du traité de Gand, des dispositions permettent la restitution du domaine à la famille Boisot. Peu de choses subsistent de la vie de Boisot, quelques gravures et une rue à Anvers qui porte son nom (Admiraal de Boisot straat).
Famines, grands froids, épidémies, maux classiques dans tous les pays
La famine générale de 1046, quand l'abbé de Gembloux établit un centre d'aide aux serfs et malheureux pour la paroisse de Genappe (Ways)
La famine et la peste de 1626 provoquées par les mercenaires allemands engagés par les occupants espagnols, qui laissaient la population sans moyen de survie
Le grand froid qui persiste de janvier à mars 1709 ; au printemps, on remarque que les arbres fruitiers sont morts
Moulin de WaysConstruction en 1773, rénové quelques années avant la guerre 40-45.

### Le régime français
La commune fait partie du département de la Dyleelle est amputée de Thy, rattaché à Baisy pour former Baisy-Thy, par décret impérial du 3 septembre 1810.
Le Général Duhesmedécède à Genappe le surlendemain de la bataille de Waterloo. .

### Le royaume uni des Pays-Bas
Révolution de 1830Plusieurs Waysiens participent aux journées de septembre en compagnie d'une petite vingtaine d'habitants de Genappe. Charles Leroy décède à la suite de ses blessures le 29 septembre 1830 et Pierre Larcier est tué au combat.

### De 1830 à 1977
En 1829Un enseignement communal est instauré pour Ways ; les élèves vont à Genappe, le village ne disposant pas de locaux adaptés jusqu'en 1838.
En 1853-1854Début de la pose de la voie de chemin de fer. Les travaux sont conduits par des Anglais, les frères Waringt. Les quatre premières locomotives portent des noms évocateurs du passé de la région, « Jehan de Nivelles », « Laurent Delvaux », « Godefroid de Bouillon », « La Camargo ». Le trafic voyageurs subsistera jusqu'en 1953.
Le retour d'un enfant au paysAlphonse Calvy était connu quasi dans tout le pays. Né en France en 1847 de parents belges originaires de la vallée de la Dyle, il s'établit à Ways en 1880. « El vi Calvy » était un gaillard solide à la taille impressionnante, à 83 ans son allure était dépourvue de toute trace d'extrême vieillesse, « une carrure superbe, une barbe majestueuse à peine grise,...toutes ses dents, un athlète, un héros ». De la classe de 1868, Calvy est incorporé au 3e cuirassier dans l'armée impériale de Napoléon III, juste à temps avant que se déclenche la guerre de 1870. Avec son bataillon dépendant des troupes de Mac Mahon, il participe à l'un des faits d'armes les plus hauts de l'histoire. Lancé vers les champs de bataille de l'Alsace, Calvy est l'un des rares rescapés de son bataillon. Au matin de Reichshoffen, ils sont 840 combattants, le soir, ils sont 9... et la division se dirige vers Sedan qui tombe avec l'abdication de Napoléon III. Calvy est fait prisonnier, libéré après 9 ans d'armée il s'installe à Ways où son souvenir est vivace : un cabaret adopte pour enseigne « Aux Cuirassiers de Reichshoffen ».
Famines, grands froids, épidémies, maux classiques dans tous les pays
L'été extraordinairement pluvieux, les rendements agricoles très bas et la disette de 1848; dix waysiens meurent de faim
L'épidémie de choléra de 1866 qui fait de nombreuses victimes ; on inhume plusieurs cadavres dans chaque tombe
Le grand froid de 1870 qui persiste de décembre à avril de l'année suivante
L'épidémie de variole de 1881 ; une dizaine de cas mortels à Ways
Les inondations de 1893 qui noient l'église Saint-Martin de Ways, le quartier de la gare de Genappe, etc.
Première Guerre mondiale
Les troupes allemandes d'invasion occupent le village dès le 20 août 1914
Pendant l'hiver précoce et rigoureux de 1916, les Waysiens âgés de 17 à 55 ans sont déportés en Allemagne
En janvier 1917, devant la rareté des betteraves pour le bétail, la commune décide l'achat de 9 000 kg de carottes à répartir dans la population
En date du 25 mai 1917, la population du village s'est accrue de 159 personnes par suite de l'arrivée des évacués français ; le beurre produit en excédent est dès lors consommé sur place
En décembre 1917, la région de Genappe accueille 400 réfugiés français de Roubaix
Le 2 février 1918, ± 1 000 Français arrivent à Genappe ; une bonne partie est dirigée sur Ways et Thy. Deux plaques commémoratives sont apposées au fond de l'église de Ways, sous le jubé
Le 10 novembre 1918, les routes suffoquent de l'écoulement continu des garnisons allemandes dépareillées fuyant vers l'Allemagne.

## Liste des bourgmestres de Ways
- Pierre Hens du 30 mars 1817 au 27 mai 1828
- Sébastien Vandevelde du 28 mai 1828 au 26 janvier 1848 ; il a participé aux journées de septembre 1830
- M. Brule du 26 janvier 1848 au 5 septembre 1878
- Alexandre Juniaux du 6 septembre 1878 au 20 janvier 1888
- Ch. Lequy du 21 janvier 1888 au 8 mars 1896
- Joseph Juniaux du 9 mars 1896 au 29 avril 1904
- Paul Cornet de Ways Ruart du 30 avril 1904 au 7 février 1947
- Louis Arbalestrie du 3 mai 1947 au 24 mai 1952
- Firmin Corbisier du 24 mai 1952 au 9 janvier 1953
- Georges Beaufaux du 9 janvier 1953 au 25 septembre 1953
- Gustave Louvigny du 30 décembre 1953 au 17 décembre 1954
- René Willard du 17 décembre 1954 au 2 janvier 1959
- Jean J. Mambourg du 2 janvier 1959 au 31 décembre 1976[9]

Autres hommes politiques
- Joseph Berger, notaire, (°17 novembre 1797 / † 9 novembre 1863), conseiller provincial de Brabant 1856-1863[10],[11].
- Charles Berger, (°1852 / †1889), notaire [10].

## Patrimoine et culture

### Patrimoine architectural
- rue Émile François, 4 : façade ornée de cimorné et de marbrite, caractéristiques de l'Art déco rural.

Voir aussi articles détaillés : 
- Église Saint-Martin de Ways ;
- Mausolée Duhesme ;
- Chapelle Notre-Dame des Affligés de Ways.

### Culture
Témoignage écrit d'une ancienne justiceLa cure de Ways possédait un collège qu'on appelait « seigneurie des Tenables de St Martin ». On retrouve dans l'église une pierre gravée : Ici Gist  

le corps d'Andry du Chesne

mayeur de la Cour des Tenables

de Saint Martin, échevin de Ways

et Thy qui trépassa l'an de grâce 1574

et de Gertrude Gransir, son épouse

qui trépassa en 1548 
Cette Cour des Tenables très ancienne jugeait une partie du village. Les accusés étaient de toutes classes, de tous rangs ; on les jugeait pour des affaires de testaments, de mariages (pour les « rangs supérieurs » certainement) et en matière de mœurs, d(hérésie, de sacrilège et de parjure. 

## Économie

### Promenades vertes
Voir carte des promenades à l'échelle 1/25 000 du syndicat d'initiative de Genappe. Une section de RAVeL occupe l'assiette désaffectée de la ligne de chemin de fer 141 Court-Saint-Etienne - Manage.

## Personnalités
- Arthur Tacquin (1869-1966), scientifique, né à Ways.